# Campeonato Paraibano de Futebol Feminino de 2018
O Campeonato Paraibano de Futebol Feminino de 2018 foi a sétima edição do principal torneio feminino de futebol no estado. A competição foi organizada pela Federação Paraibana de Futebol e contou com a participação de seis equipes. Ela atribuiu uma vaga para o Campeonato Brasileiro de Futebol Feminino de 2019 - Série A2.

## Regulamento
O campeonato é disputado em duas fases. Na primeira, os seis times jogam entre si, em turno único. Os dois times com melhores índices técnicos se classificam para a segunda fase, enfrentando-se na decisão final em partida única.

### Critérios de desempate
Caso haja empate de pontos entre dois ou mais clubes, os critérios de desempates serão aplicados na seguinte ordem:
1. Número de vitórias
2. Saldo de gols
3. Gols marcados
4. Confronto direto
5. Número de cartões vermelhos
6. Número de cartões amarelos

## Participantes
| Equipe     | Cidade      | Títulos (Último) |
| ---------- | ----------- | ---------------- |
| Botafogo   | João Pessoa | 4 (2017)         |
| Desportiva | Guarabira   | 0 (não possui)   |
| Guará      | João Pessoa | 0 (não possui)   |
| Kashima    | João Pessoa | 1 (2012)         |
| Mixto      | João Pessoa | 0 (não possui)   |
| Picuiense  | Picuí       | 0 (não possui)   |

## Final
| Domingo, 2 de dezembro | Botafogo-PB      | 1 – 1        | Mixto            | CT Ivan Thomaz, João Pessoa |
| 15:00                  | Jayanne 5' (2ºT) | Globoesporte | Letícia 8' (1ºT) | Árbitro: Afro Rocha         |